# Cenae (Antike)
Cenae war ein spätantikes Bistum in der römischen Provinz Mauretania Caesariensis in Nordafrika.
Für das Jahr 411 werden zwei Bischöfe aus Cenae als Teilnehmer der Konferenz von Karthago genannt: ein Donatist namens Vindemius und ein Katholik namens Bonifacius. Später wird Cenae noch einmal in einer Heiligenvita des Bischofs Fulgentius von Ruspe erwähnt, der sich zum Ende seines Lebens auf ein Kloster auf der Insel Cenae zurückgezogen haben soll.
Auf dem heute unbewohnten tunesischen Archipel Kneiss wurden in den 1930er Jahren Überreste eines Klosters gefunden, das wahrscheinlich dem von Fulgentius aufgesuchten entspricht. Neuere Untersuchungen haben gezeigt, dass das heute aufgrund eines gestiegenen Wasserspiegels aus mehreren kleinen Inseln bestehende Archipel Kneiss in der Antike vermutlich eine zusammenhängende Insel bildete, die die Klostergemeinschaft beherbergen konnte.
Heute lebt das Bistum im Titularbistum Cenae der römisch-katholischen Kirche fort.